# Robert J. Flaherty
Robert Joseph Flaherty (født 16. februar 1884, død 23. juli 1951) var en amerikansk dokumentarfilminstruktør.
Flahertys Nanook of the North anses som den første egentlig dokumentarfilm og opnåede betydelig succes ved udgivelsen i 1922. Meget af filmen var dog iscenesat af Flaherty. Hans arbejdsmetode var at leve sammen med mennesker i månedsvis og derefter skrive en film om deres levemåde.
Flaherty blev nomineret til en Oscar for bedste historie ved Oscaruddelingen 1949 for The Louisiana Story.

## Udvalgte film
- Nanook of the North (1922)[1]
- Moana (1926)
- Tabu (1931, med F. W. Murnau)
- Man of Aran (1934)
- Louisiana Story (1948)